# ماري لويز بوتينو بالدوين
ماري لويز بوتينو بالدوين (1863-1952)، محامية من قبيلة جبل السلاحف الميتية التابعة لهنود تشيبيوا، وناشطة في مجال حقوق الأمريكيين الأصليين، ومدافعة عن حق المرأة في التصويت. في عام 1914، كانت بالدوين أول طالبة أمريكية أصلية تتخرج من كلية الحقوق بواشنطن. عملت في مكتب الولايات المتحدة للشؤون الهندية، وكانت مسؤولة في جمعية الهنود الأمريكيين.

## الدفاع عن الأمريكيين الأصليين
كرست بوتينو بالدوين الكثير من أعمال حياتها للدفاع عن الأمريكيين الأصليين. في تسعينيات القرن التاسع عشر، انتقلت إلى واشنطن العاصمة مع والدها للدفاع عن الحقوق الإقليمية لجبل السلاحف من هنود التشيبيوا ضد الحكومة الفيدرالية. في عام 1904، بعد تسوية الكونغرس للمطالبات، قبلت بوتينو بالدوين تعيينًا من الرئيس ثيودور روزفلت للعمل كاتبةً في مكتب الشؤون الهندية وكُلفت بالإشراف على العقود الحكومية للحجوزات. كانت واحدة من شخصين فقط من السكان الأصليين العاملين في مكتب واشنطن في ذلك الوقت. عملت بوتينو بالدوين في مكتب المراجعة الداخلية حتى تقاعدها في عام 1932.
أصبحت بوتينو بالدوين أيضًا من الأعضاء الأوائل وناشطة في جمعية الهنود الأمريكيين، وهي منظمة مناصرة تأسست في عام 1911. في عام 1914، أثناء خدمتها في المجلس التنفيذي لجمعية الهنود الأمريكيين، شاركت بوتينو بالدوين في وفد إلى الرئيس وودرو ويلسون، وقدمت نصبًا تذكاريًا طعن في وضع الوصاية للعديد من الشعوب الأصلية. في مأدبة أعقبت اجتماع البيت الأبيض، ألقت بوتينو بالدوين خطابًا بعنوان «ما تقوله امرأة هندية عن عرقها». في عام 1915، انتخِبت بوتينو بالدوين أمينة لصندوق جمعية الهنود الأمريكيين، ولكن بعد ذلك بوقت قصير بدأت تشعر بالتهميش والهجوم من قبل قادة آخرين في المنظمة، من بينهم غيرترود سيمونز بونين، التي شككت في ولاء الموظفين الأصليين في الخدمة الهندية الفيدرالية. أدت التوترات داخل جمعية الهنود الأمريكيين والتي تراكمت في سلسلة من الصراعات وفقدان الصداقات إلى انسحاب بالدوين من المنظمة والمشهد الوطني للنشاط الأصلي في عام 1919.
بعد التخرج، أصبحت بوتينو بالدوين متحدثة مؤثرة لجمعية الهنود الأمريكيين. كانت موضوعاتها في المقام الأول عن كيفية تقدم هوية الأمريكيين الأصليين إلى العصر الحديث. لفتت بوتينو بالدوين انتباه وسائل الإعلام، باعتبارها واحدة من النساء الأصليات القلائل العاملات في الحكومة الفيدرالية في واشنطن وكونها محامية.

## الدفاع عن حق الاقتراع
شاركت بوتينو بالدوين في جهود حق المرأة في التصويت في داكوتا الشمالية. في عام 1913، سارت أيضًا في واشنطن العاصمة، كجزء من الموكب الوطني لحق المرأة في الاقتراع. بدلًا من إنشاء مسرح متنقل في التكريم الأسطوري للنساء الأمريكيات الأصليات، كما اقترح منظمو العرض، اختارت أن تسير كامرأة حديثة من السكان الأصليين مع زملائها المحامين والمدافعين عن حق المرأة في الاقتراع. حضرت بوتينو بالدوين مؤتمرات بحيرة موهونك في أعوام 1909 و1910 و1912 لتمثيل مكتب الشؤون الهندية. هناك، انخرطت بوتينو بالدوين في السياسة العامة مع قادة من مجتمعات مختلفة. بصفتها واحدة من الممثلين القلائل للسكان الأصليين، ساعدت بوتينو بالدوين في تحدي الصورة النمطية «الكادحة» التي يحملها الأنجلو أمريكيون عن الأمريكيين الأصليين. خلال فترة وجودها في كلية الحقوق بواشنطن، أصبحت بوتينو بالدوين مهتمة بحركة الاقتراع من خلال حضورها النشط لمؤتمرات مكتب الشؤون الهندية والمشاركة في «المحادثات النسوية السائدة».
في يوم تخرجها، من كلية الحقوق بواشنطن، استجوبها أحد الصحفيين، وسألها عما إذا كانت تعتبر نفسها مناصرة لحقوق المرأة في الاقتراع. ردًا على ذلك، ضحكت على التعليق وقالت: «هل علمت يومًا أن النساء الهنديات كن من أوائل المدافعين عن حق الاقتراع وأنهن مارسن حق الاستدعاء». افتخرت بوتينو بالدوين بتثقيف الجمهور حول تراث السكان الأصليين، بما في ذلك ما يتعلق بحقوق المرأة.